# Chantharath
Chantharath (năm 1850 - năm 1868) vương hiệu đầy đủ Samdach Brhat Chao Maha Sri Vitha Lan Xang Hom Khao Luang Prabang Parama Sidha Khattiya Suriya Varman Brhat Maha Sri Chao Chandradipati Prabhu Kumara Sundhara Dharmadhata Praditsa Rajadipati Sri Sadhana Kanayudha Udarmapuri Rajadhani Damrungsa Lavaya Bunsabidaya Anuraksha Riyangsakra Sadhidnaya Luang Prabang Dhani, là một vua của Vương quốc Luang Phrabang,
Vua Chantharath trị vì trong thời cai trị của Siam từ 23/9/1850 đến khi mất 1/10/1868..
Vua Chantharath là con của Manthathurath, có tên thời hoàng tử là Anga Sadet Chao Fa Jaya Nandaraja, cũng gọi là Chantha-Kuman (hoặc Cant'a-kuman). Ông lên ngôi 23/9/1850 khi anh trai là vua Sukha-Söm mất, và được Vua Siam Rama Mongkut chuẩn y tháng 1/1851. Nhà tự nhiên học người Pháp Henri Mouhot làm việc cho Bảo tàng Anh, là người Pháp đầu tiên đến thăm Lào (đã chết vì bệnh sốt rét ở Nam Khan gần Luang Phrabang), đã mô tả lại tình trạng kiệt quệ của vương quốc bị tàn phá bởi các cuộc chiến.
Ông mất mà không có con cháu, người kế vị ông là em trai, vua Oun Kham .